# Diocesi di Masaka
La diocesi di Masaka (in latino Dioecesis Masakaënsis) è una sede della Chiesa cattolica in Uganda suffraganea dell'arcidiocesi di Kampala. Nel 2021 contava 1.187.200 battezzati su 1.881.860 abitanti. È retta dal vescovo Serverus Jjumba.

## Territorio
La diocesi comprende i distretti di Masaka, Rakai e Sembabule nella regione Centrale dell'Uganda.
Sede vescovile è la città di Masaka, dove si trova la cattedrale di Nostra Signora dei Dolori.
Il territorio si estende su 21.199 km² ed è suddiviso in 58 parrocchie.

## Storia
Il vicariato apostolico di Masaka fu eretto il 25 maggio 1939 con la bolla In Ugandensis di papa Pio XII, ricavandone il territorio dal vicariato apostolico dell'Uganda (oggi arcidiocesi di Kampala).
Il primo vicario apostolico, Joseph Nakabaale Kiwánuka, è stato il primo vescovo indigeno di rito latino dell'Africa continentale.
Il 25 marzo 1953 il vicariato apostolico è stato elevato a diocesi con la bolla Quemadmodum ad Nos dello stesso papa Pio XII.

## Cronotassi dei vescovi
Si omettono i periodi di sede vacante non superiori ai 2 anni o non storicamente accertati.
- Joseph Nakabaale Kiwánuka, M.Afr. † (25 maggio 1939 - 20 dicembre 1960 nominato arcivescovo di Rubaga)
- Adrian Kivumbi Ddungu † (11 novembre 1961 - 10 gennaio 1998 dimesso)
- John Baptist Kaggwa † (10 gennaio 1998 succeduto - 16 aprile 2019 ritirato)
- Serverus Jjumba, dal 16 aprile 2019

## Statistiche
La diocesi nel 2021 su una popolazione di 1.881.860 persone contava 1.187.200 battezzati, corrispondenti al 63,1% del totale.
| anno | popolazione | popolazione | popolazione | presbiteri | presbiteri | presbiteri | presbiteri                | diaconi | religiosi | religiosi | parrocchie |
| anno | battezzati  | totale      | %           | numero     | secolari   | regolari   | battezzati per presbitero | diaconi | uomini    | donne     | parrocchie |
| ---- | ----------- | ----------- | ----------- | ---------- | ---------- | ---------- | ------------------------- | ------- | --------- | --------- | ---------- |
| 1949 | 137.259     | 385.622     | 35,6        | 73         | 54         | 19         | 1.880                     |         | 42        | 211       | 14         |
| 1969 | 289.632     | 449.996     | 64,4        | 149        | 118        | 31         | 1.943                     |         | 119       | 373       | 25         |
| 1980 | 442.934     | 714.555     | 62,0        | 125        | 111        | 14         | 3.543                     |         | 84        | 550       | 31         |
| 1990 | 722.661     | 957.000     | 75,5        | 162        | 151        | 11         | 4.460                     |         | 96        | 484       | 37         |
| 1999 | 892.720     | 1.390.500   | 64,2        | 177        | 173        | 4          | 5.043                     |         | 141       | 497       | 42         |
| 2000 | 918.000     | 1.430.000   | 64,2        | 185        | 181        | 4          | 4.962                     |         | 136       | 497       | 44         |
| 2001 | 908.220     | 1.513.700   | 60,0        | 184        | 179        | 5          | 4.935                     |         | 128       | 304       | 44         |
| 2002 | 908.220     | 1.513.700   | 60,0        | 187        | 183        | 4          | 4.856                     |         | 114       | 308       | 44         |
| 2003 | 908.220     | 1.513.700   | 60,0        | 196        | 192        | 4          | 4.633                     |         | 118       | 312       | 44         |
| 2004 | 908.220     | 1.513.700   | 60,0        | 197        | 193        | 4          | 4.610                     |         | 122       | 384       | 47         |
| 2007 | 828.814     | 1.550.000   | 53,5        | 181        | 173        | 8          | 4.579                     | 4       | 124       | 391       | 48         |
| 2013 | 1.011.718   | 1.901.000   | 53,2        | 218        | 203        | 15         | 4.640                     |         | 138       | 545       | 52         |
| 2016 | 1.077.508   | 1.826.286   | 59,0        | 264        | 244        | 20         | 4.081                     |         | 113       | 692       | 54         |
| 2019 | 1.115.780   | 1.881.980   | 59,3        | 279        | 260        | 19         | 3.999                     |         | 112       | 433       | 55         |
| 2021 | 1.187.200   | 1.881.870   | 63,1        | 286        | 269        | 17         | 4.151                     |         | 42        | 374       | 58         |